# Aso

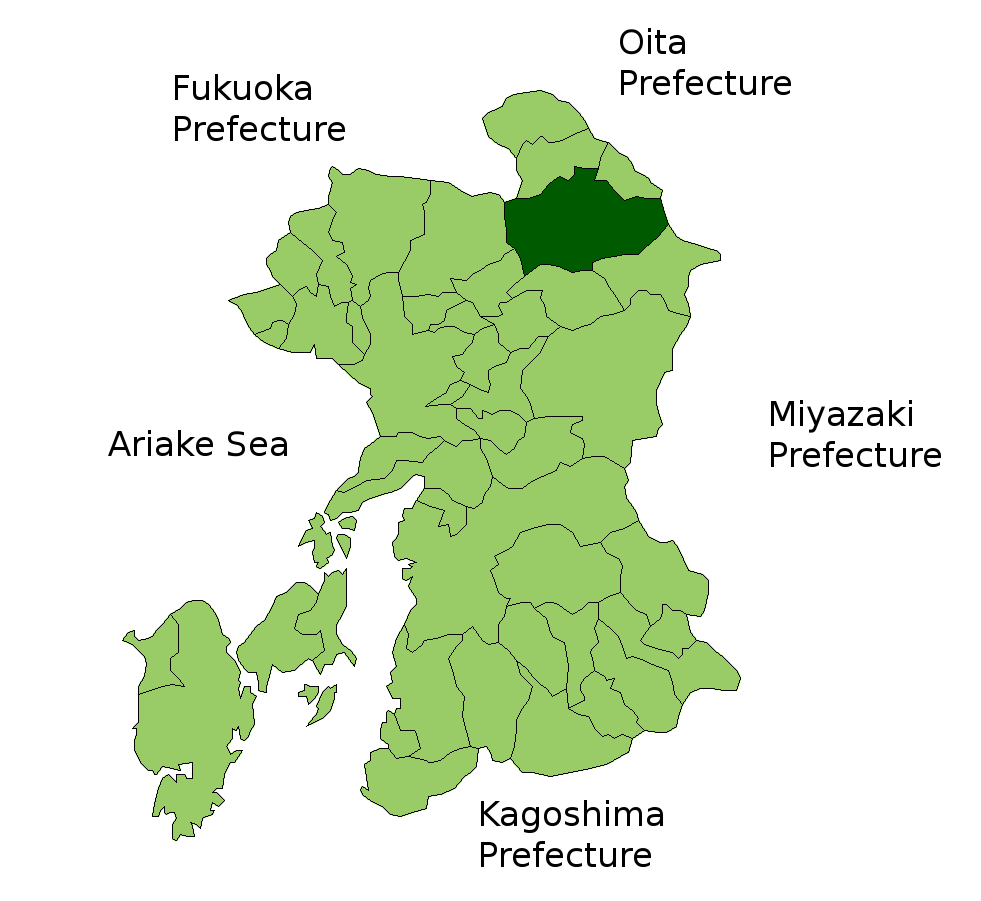

Aso (阿蘇市 Aso-shi?) este un municipiu din Japonia, prefectura Kumamoto.